# Terrorismo en España
En España, a lo largo de su historia, multitud de individuos, organizaciones o el propio estado han utilizado el terrorismo con diferentes objetivos, causando cientos de víctimas mortales. 
La organización terrorista ETA ha sido la que más asesinatos ha cometido, y los atentados del 11 de marzo de 2004 han sido los mayores en la historia del país.
El Gobierno de España ha reconocido a 1451 víctimas mortales y a 4983 heridos en atentados terroristas producidos entre 1960 y 2020.

## Última década delsigloXIXy primer tercio del siglo XX
A partir de la década de 1890, el anarquismo español comenzó a utilizar el terrorismo, entendiéndolo como una variante legítima de la "propaganda por el hecho". Por otro lado, en los años 20 en Barcelona se desarrollaron una gran cantidad de atentados realizados por grupos anarquistas y por pistoleros relacionados con la patronal y el estado.
- 24 de septiembre de 1893, el anarquista Paulino Pallás lanza una bomba al general Martínez Campos.

- 7 de noviembre de 1893, el anarquista Santiago Salvador lanza dos bombas tipo Orsini en el Liceo de Barcelona. Sólo una de ellas estalla, provocando 22 muertos y 35 heridos. Las bombas Orsini consistían en una esfera con explosivo rodeada de varios percutores.

- 7 de junio de 1896, el anarquista Tomás Ascheri lanza una bomba en la Procesión del Corpus Christi en Barcelona, provocando 12 muertos y numerosos heridos. El atentado supuso el punto álgido de la represión estatal contra el movimiento anarquista y llevó a la instrucción de los llamados "Procesos de Montjuic".

- 8 de agosto de 1897, el anarquista italiano Angiolillo asesina a Antonio Cánovas del Castillo en el balneario guipuzcoano de Santa Águeda.

- El 31 de mayo de 1906 el anarquista Mateo Morral lanzó una bomba contra la carroza real de Alfonso XIII y la Princesa Victoria Eugenia de Battenberg el día de su boda en la calle Mayor de Madrid, aproximadamente en el número 84, matando a 28 personas e hiriendo a más de 100.[2]

- Asesinato de José Canalejas, asesinado el 12 de noviembre de 1912 por un anarquista cuando miraba el escaparate de la librería San Martín en la Puerta del Sol.

- Asesinato de Eduardo Dato en Madrid el 8 de marzo de 1921. Tres anarquistas catalanes le dispararon desde una motocicleta con sidecar, junto a Puerta de Alcalá, cuando regresaba del Senado.

- Asesinato de Salvador Seguí en Barcelona el 10 de marzo de 1923 por pistoleros del Sindicato Libre.

- 4 de junio de 1923, asesinato en Zaragoza por anarquistas del cardenal Soldevila.

## Durante la dictadura franquista
El 12 de septiembre de 1948, anarquistas del MLE-CNT (Movimiento Libertario Español-Confederación Nacional del Trabajo) exiliados en Francia realizaron un intento de asesinato contra Francisco Franco. Su plan consistía en arrojar bombas incendiarias y de fragmentación desde una avioneta, aprovechando la presencia de Franco en la Bahía de la Concha con motivo de las regatas de traineras disputadas en San Sebastián. El plan fue abortado ante la presencia de un grupo de cazas y dos buques de guerra con artillería antiaérea.
El 20 de mayo de 1973 tuvo lugar la primera acción del Frente Polisario en el Sahara español, contra agentes de la Policía Territorial. Hasta el fin del control español de este territorio en febrero de 1976 se sucedieron las acciones terroristas contra españoles y los propios saharauis, con objetivos civiles, militares, económicos y políticos. Más tarde y hasta 1987, sus objetivos fueron los pesqueros del banco canario-sahariano, causando numerosas víctimas mortales.

## Primeros atentados de ETA
El primer atentado de ETA fue el asesinato del guardia civil José Pardines Arcay en 1968. El primer atentado indiscriminado fue el de la Calle del Correo, el 13 de septiembre de 1974.
Los objetivos de ETA eran amplios, incluyendo a militares, policías, políticos, periodistas, empresarios, etc., y aunque nunca ha reconocido su intención de provocar atentados indiscriminados, lo que ellos atribuyen a "errores de cálculo", han provocado verdaderas matanzas como fue el caso del atentado en un Hipercor de la ciudad condal.

## Los GRAPO
En 1975, con el asesinato de cuatro Guardias Civiles en Madrid, los Grupos de Resistencia Antifascista Primero de Octubre (GRAPO), se convierten en el segundo grupo terrorista activo en España (si descontamos a grupos menores como los Grupos de Acción Carlista). Desde entonces, han sido responsables de asesinatos, secuestros y extorsión económica.
A pesar de que su escasa actividad en comparación con ETA hizo pensar en varias ocasiones que había desaparecido, aún continúa, siendo su última víctima Ana Isabel Herrero, una empresaria de Zaragoza, el 6 de febrero de 2006.

## Durante la transición democrática
La transición española a la democracia fue una época de especial virulencia terrorista.
En verano de 1975, el Frente Revolucionario Antifascista y Patriota (FRAP), considerada una organización terrorista por la justicia española, la Unión Europea, fue una organización marxista-leninista que hizo de la oposición a la dictadura de Franco el núcleo de la resistencia fundada con ayuda y bajo similitudes con la francesa, decide recurrir a la violencia, asesinando a 2 policías, miembros de la policía secreta de Franco, denominada como BPS (Brigada Político-Social). El régimen franquista contestó duramente, fusilando a dos de sus miembros el 27 de septiembre del mismo año. Estas ejecuciones causaron un gran rechazo popular en todo el mundo. Finalmente, tras el triunfo de la operación de reforma política y la nueva situación llevó a su fin y a su disolución en 1978 al núcleo de resistencia.
También en esta época actuaron las Fuerzas Armadas Guanches (FAG, 1976-1978), un grupo independentista canario. Entre las causas del accidente aéreo de Los Rodeos del 27 de marzo de 1977, el mayor de la historia de la aviación, se encuentra la congestión en Los Rodeos ocasionada por cierre del aeropuerto de Las Palmas a consecuencia de una bomba del MPAIAC. El 24 de diciembre de 1976, se registró una explosión contra una sinagoga en Madrid, dejando únicamente daños materiales, y sin registrarse detenidos.
En 1978 empezaron las acciones de Terra Lliure, un grupo independentista catalán, que no desaparecería hasta 1995. Entre 1978 y 1984 operó también Loita Armada Revolucionaria fue un grupo armado de la izquierda independentista gallega. 
Englobados en el terrorismo de extrema derecha se produjeron una serie de atentados a cargo de una serie de grupúsculos neofascistas o de estado, usando nombres como la Alianza Apostólica Anticomunista (AAA o "Triple A"), Antiterrorismo ETA (ATE), los Grupos Armados Españoles (GAE), los Guerrilleros de Cristo Rey o el Batallón Vasco Español (BVE). Como consecuencia de sus acciones fueron asesinadas unas 66 personas, desde militantes de ETA hasta abogados laboralistas de izquierdas (la matanza de Atocha) o sindicalistas de la CNT (Caso Scala), pasando por los izquierdistas asesinados en 1976 durante los denominados sucesos de Montejurra, y ciudadanos que no tenían ninguna relación con la política. Su fracaso en su intento de abortar la transición los abocó a su desaparición definitiva en 1982.
A principios de los ochenta, ETA político-militar (rama escindida de ETA, cuyo miembro más conocido fue Mario Onaindia) decide renunciar a la violencia, y reconvertirse como un partido político.
El 11 de febrero de 1979, un artefacto explosivo detonó en una cafetería de Melilla, dejando a 8 personas heridas, y ese mismo día otro artefacto explosivo fue desactivado en el Aeropuerto de Melilla. En un inicio se culparían al Partido del Trabajo de España (PCE (i) de los ataques tanto en Melilla, como otros en Ceuta, llegando a arrestar a dos integrantes del PCE (i). Al final, los ataques fueron atribuidos a los Comanos Abd al-Krim
En 1980 surgirá también en Andalucía los Grupos Armados 28 de Febrero (GAVF), cuyos actos no pasaron de daños materiales.
Durante los años 80 estaría activo el grupo asturiano Andecha Obrera, en lengua asturiana "Colaboración Obrera". Su marco de actuación siempre estuvo ligado a conflictos obreros, como el conflicto naval, o al conflicto lingüístico como la explosión de un artefacto en la estación de FEVE de Gijón tras la sanción que la empresa ferroviaria interpuso a un trabajador por usar la lengua asturiana.

## Durante el gobierno de Felipe González

### Terrorismo de Estado
Desde mediados de los años 80 aparecen los Grupos Antiterroristas de Liberación (GAL), grupo terrorista de estado ilegal, creado por el PSOE con el fin de hacer la "guerra sucia" a ETA. Entre 1983 y 1987 realizaron 27 asesinatos, así como varios secuestros, torturas y delitos económicos. Sus actos se producían principalmente en el País Vasco francés, por entonces refugio habitual de etarras, ya que el gobierno francés no colaboraba con el español en su lucha contra ETA. Sus víctimas incluían a militantes y simpatizantes de ETA, así como gente ajena al terrorismo.

### ETA
En 1987, ETA perpetró el atentado de Hipercor y el de la casa cuartel de Zaragoza, con 21 y 11 muertos, respectivamente. En 1991 murieron 10 personas en el atentado contra la casa cuartel de Vich (Barcelona).
Tras la desaparición del GAL, el gobierno francés empezó a colaborar con el español a la hora de combatir a ETA, lo que acabó efectivamente con el llamado "santuario francés".
El 29 de marzo de 1992, la Guardia Civil detuvo por primera vez a toda la cúpula de la banda terrorista en Bidart (Francia), tras un chivatazo de un colaborador del ‘comando Eibar’ que descubrió que los etarras que alojaba en su casa se acostaban con su mujer y su hija. Dicha detención fue clave para frustrar posibles atentados durante los Juegos Olímpicos de Barcelona y la Exposición Universal de Sevilla ese mismo año.

### Terrorismo yihadista
El 12 de abril de 1985 se produjo un atentado en el restaurante "El Descanso", situado en el kilómetro 14 de la N-II, a las afueras de Torrejón de Ardoz. Fue reivindicado por un grupo de la Yihad islámica. El atentado consistió en una potente bomba de entre 5 y 15 kilos de explosivos oculta en una bolsa de deportes dejada debajo de la barra, junto a la puerta de los lavabos; entre sus componentes había cloratita. En él murieron 18 personas y 82 resultaron heridas. El restaurante era frecuentado por militares estadounidenses de la Base Aérea de Torrejón de Ardoz, aunque todos los fallecidos fueron españoles. La posterior investigación no pudo determinar la autoría de los atentados.

### Otros
El Exército Guerrilheiro do Povo Galego Ceive (EGPGC) vio la luz pública en 1986 y perseguía el objetivo de la independencia de Galicia en un estado socialista. Llevó a cabo unos noventa atentados, muchos de ellos voladuras de torres de alta tensión en los montes gallegos, el último de los cuales tuvo lugar el 13 de septiembre de 1991.

## Durante el gobierno de Aznar
Los atentados del 11 de septiembre de 2001 supusieron un duro golpe para el terrorismo a nivel mundial, al incrementarse las medidas antiterroristas en todo el mundo y embargarse todas sus cuentas corrientes y España no fue una excepción. 
La sospecha de la existencia de grupos terroristas islamistas en España se convierte en esta época en una certeza. En la década de los 90 (1990s) ya se habían establecido los primeros grupos islamistas radicales en España; estos grupos, principalmente de origen argelino o sirio fueron interconectándose y captando miembros entre los inmigrantes El 11 de marzo de 2004 un atentado en Madrid mató a 191 personas e hirió a más de 2000, siendo el atentado más sangriento ocurrido en España, motivado por la decisión del presidente del Gobierno José María Aznar de apoyar a Estados Unidos de América en su lucha contra el terrorismo y estos atacaron en España en cuatro trenes de la línea C2  de Renfe: uno en Atocha, otro en la calle Téllez, otro en la estación de El Pozo y otro en Santa Eugenia.
Durante el gobierno de Aznar algunos grupos independentistas gallegos ligados al partido comunista y a otras organizaciones de extrema izquierda tuvieron cierto auge. Uno de los más destacados fue Resistência Galega, que no llegó a causar daños humanos aunque sí cuantiosos daños materiales en atentados aislados dirigidos en su mayoría contra entidades bancarias.

## Declive y desaparición de ETA
La actividad de ETA se ha ido reduciendo con los años, principalmente debido a las acciones policiales y al progresivo rechazo social y político a sus acciones. Sus últimas víctimas mortales previas a la ausencia de asesinatos en 2004 y 2005 fueron los policías Bonifacio Martín Hernando y Julián Envit Luna, en 2003; aunque continuó el resto de sus acciones hasta el 24 de marzo de 2006 cuando se anunció un "alto el fuego permanente" que llevó al denominado proceso de paz y en el que el Presidente del Gobierno, José Luis Rodríguez Zapatero, el 29 de junio de 2006, anunció a los medios de comunicación en un comunicado oficial en el Congreso de los Diputados el inicio de conversaciones directas con ETA.
Tras el Atentado en el Aeropuerto de Madrid-Barajas de 2006 de ETA, en el que fallecieron los ciudadanos ecuatorianos Diego Armando Estacio y Carlos Alonso Palate, el proceso de paz se consideró zanjado, si bien la banda terrorista posteriormente declaró que "el proceso no está roto y el alto el fuego permanente continúa vigente". La actividad de la banda durante 2007, 2008 y 2009 se saldó con dos, cuatro y tres víctimas mortales respectivamente. ETA perpetró su último asesinato hasta la fecha el 16 de marzo de 2010 dando muerte en suelo francés a Jean Serge Nerin, asesinando a un policía galo por primera vez en su historia.
Seis meses después del último asesinato de la banda, el 5 de septiembre de 2010, ETA emitió un comunicado en el que anunciaba que no llevaría a cabo "acciones armadas ofensivas". El 10 de enero de 2011 ETA hizo público un nuevo comunicado, en el que hablaba de un "alto el fuego permanente, general y verificable". La principal diferencia de este comunicado con respecto al anterior fue que por primera vez se hablaba de un alto el fuego verificable internacionalmente, tal y como se había sugerido desde Bruselas, además de que se declaraba que se renunciaba a continuar extorsionando a empresarios.
En el 2 de mayo de 2018, mediante un comunicado oficial, ETA declara el desmantelamiento oficial de la organización.
Uno de los años más duros del final de ETA fue el año 2000, donde asesinaron a políticos como Ernet Lluch o los atentados contra la casa cuartel de Intxaurrondo, donde quedaron heridos de diversa consideración Guadias civiles, policías nacionales y Ertxainas. Una semana después se podujo otro atentado contra la casa cuartel de Irún, donde el guardia civil Alejandro Urteaga de Manuel resultó herido y dado de baja del cuerpo con una incapacidad absoluta. 

## Auge del islamismo
El 17 de agosto de 2017 se produjo un atentado yihadista en el que un furgoneta arrolló a varias personas en Las Ramblas de Barcelona. El atentado fue reivindicado por el Estado Islámico y produjo 13 muertes y más de 100 heridos. En la madrugada del día siguiente 5 terroristas fueron abatidos por los Mozos de Escuadra en Cambrils, Tarragona, cuando intentaban provocar otro atropello masivo en el paseo marítimo de dicha localidad. La intervención de los cuerpos de seguridad evitó otra masacre pero los yihadistas sumaron una víctima, que fue acuchillada. Entre los terroristas abatidos se encontraba el conductor de la furgoneta del atentado de Las Ramblas.

## Víctimas mortales por organización terrorista
El Gobierno de España ha reconocido a 1451 víctimas mortales y a 4983 heridos en atentados terroristas producidos entre 1960 y 2020.
| Organización Terrorista                         | Signo ideológico                | Víctimas mortales |
| ----------------------------------------------- | ------------------------------- | ----------------- |
| ETA-Amnistia eta Askatasuna                     | Nacionalismo vasco, izquierda   | 853               |
| Yihadismo                                       | Yihadismo                       | 288               |
| GRAPO                                           | Izquierda                       | 93                |
| Terrorismo de extrema derecha                   | Neofascismo                     | 64                |
| GAL                                             | Terrorismo de Estado            | 27                |
| Terrorismo de extrema izquierda                 | Izquierda                       | 13                |
| FRAP                                            | Izquierda                       | 6                 |
| EPOCA                                           | Izquierda                       | 3                 |
| EGPGC-Resistência Galega                        | Nacionalismo gallego, izquierda | 2                 |
| Terra Lliure-Comités de Defensa de la República | Nacionalismo catalán, izquierda | 5                 |
| DRIL                                            | Izquierda                       | 1                 |
| MPAIAC                                          | Nacionalismo canario, izquierda | 1                 |

## Organizaciones de víctimas
Existen varias asociaciones de víctimas del terrorismo, siendo las más destacadas la Asociación Víctimas del Terrorismo (AVT), fundada en 1981, y la Asociación 11-M Afectados del Terrorismo, fundada en 2004 a causa del atentado. 
En 1999 se aprobó la Ley de Solidaridad con las víctimas del terrorismo, que sería modificada en 2003. En 2011 entró en vigor una nueva ley, la cual otorgaba un nuevo reconocimiento y protección a las mismas.
Con la creación del Departamento de Seguridad Nacional por el  Real Decreto 1119/2012 de 20 de junio se comenzaron a desarrollar de manera estructural las cuatro líneas de acción principales para la lucha contra el terrorismo. Prevención, protección, persecución y preparación de la respuesta. En lo referente a la prevención de futuros atentados se debe actuar desde el origen, principalmente en la fase de captación de nuevos integrantes por medio de los procesos de radicalización. Mediante una actuación coordinada de todas las Administraciones, tanto en el plano nacional como en el seno de la Unión Europea. Asimismo se controlará el ciberespacio para evitar que la web sirva como medio de consecución de dichos fines, radicalización o difusión de los mismos.